# Gilbert Talbot (soldat)
Pour les articles homonymes, voir Gilbert Talbot et Talbot (homonymie).
Gilbert Talbot (vers 1452 – 16 août 1517 ou 19 septembre 1518) est un aristocrate et soldat anglais.

## Biographie
Né vers 1452, Gilbert Talbot est le troisième fils de John Talbot, 2e comte de Shrewsbury, et de son épouse Elizabeth Butler. Influent dans le Shropshire, il rejoint à la mi-août 1485 près de Shrewsbury l'armée du prétendant au trône Henri Tudor, qui a débarqué quelques jours auparavant à Milford Haven. Les forces amenées par Gilbert Talbot sont essentiellement composées de Gallois et permettent d'augmenter significativement les effectifs d'Henri Tudor, qui réussit à vaincre l'armée de Richard III à la bataille de Bosworth le 22 août et à s'emparer du trône d'Angleterre.
En remerciement de sa fidélité, le nouveau roi Henri VII lui attribue les terres confisquées à Humphrey Stafford, principalement situées à Grafton dans le Worcestershire. Adoubé par le roi avant la bataille de Stoke en 1487, Gilbert Talbot est récompensé de ses services en étant nommé shérif du Shropshire et gardien de la forêt de Feckenham en 1492. En 1495, il est élevé au rang de chevalier de l'ordre de la Jarretière, puis, en 1509, est nommé capitaine de Calais conjointement avec Richard Wingfield et intègre le Conseil privé. Il meurt le 16 août 1517 ou le 19 septembre 1518.

## Mariages et descendance
Après 1475, Gilbert Talbot épouse Elizabeth Greystoke, fille de Ralph Greystoke, 5e baron Greystoke, et veuve de Thomas Scrope, 5e baron Scrope de Masham. Le couple a trois enfants :
- Humphrey Talbot ;
- Gilbert Talbot (mort le 22 octobre 1542), épouse Anne Paston ;
- Eleanor Talbot, épouse Geoffrey Dudley.

Veuf en 1490, Gilbert Talbot se remarie avec Audrey Cotton, qui lui donne un fils :
- John Talbot (mort le 10 septembre 1549), épouse Margaret Troutbeck, puis Elizabeth Wrottesley.